# Boon Kok Tan
Boon Tan Kok és un astrònom malaisi. A l'edat de 17, va ser seleccionat per convertir-se un estudiant de pregrau a la Universitat de Tecnologia de Malàisia, raó del seu rendiment escolar excepcional. Després de completar la llicenciatura en Enginyeria Elèctrica i Electrònica l'any 2001, se li va oferir un lloc de postgrau en Enginyeria Solar, i va ser amb el títol de Màster el 2002. Després d'una carrera docent a la Universitat Tunku Abdul Rahman a Kuala Lumpur, se li va oferir un lloc de doctorat - finançat pel prestigiós premi del Rei de Malàisia - en l'astrofísica d'Oxford per treballar en el desenvolupament de la quàntica limitats detectors coherents per a l'astronomia submil·limètrica. Boon Tan Kok va obtenir el grau D. Phil a Oxford el 2012. En l'actualitat és membre del grup Detectors mil·limètrica de l'astrofísica d'Oxford, liderant el desenvolupament de detectors de THz coherents per l'Atacama Large Millimeter Array (ALMA) i col·labora també amb la Universitat Oberta Wawasan, Malàisia.
La tesi de Boon Tan Kok descriu el desenvolupament de tecnologies de receptor per als instruments d'astronomia submil·limètriques, centrant-se en l'alt rendiment dels detectors criogènics coherents que operen a prop de la bretxa de freqüència del superconductor. El receptor mesclador desenvolupat en el seu treball de tesi va contribuir idees innovadores en les tres parts principals dels mescladors Superconductor-Aïllador-Superconductor (Superconductor-Insulator-Superconductor (SIS). Aquests sistemes de detecció nous aplanen el camí a mescladors THz d'alt rendiment, el que tindrà un fort impacte en l'ona submil·limètrica en l'astronomia.
La tesi doctoral de Boon Tan Kok es va dur a terme en el Departament de Física i Astrofísica de la Universitat d'Oxford, entre octubre de 2007 i juny de 2012, sota la supervisió del Dr. Ghassan Yassin.

## Premis
Boon Tan Kok va rebre el Premi MERAC 2014 a la Millor Tesi Doctoral de Noves Tecnologies, per la seva tesi sobre tecnologies de detecció d'ona submil·limètriques de l'astronomia.